# Etienne Bagchus
Etienne Bagchus (Apeldoorn, 21 oktober 1940 – Lommel (België), 9 januari 2012) was een Nederlands beeldhouwer en kunstschilder.

## Leven en werk
Bagchus studeerde tussen 1958 en 1963 monumentale kunst aan de kunstacademie in Arnhem, tegenwoordig bekend als ArtEZ. Stages liep hij in Maastricht, Parijs en Ravenna. Als kunstenaar was hij vernieuwend door in de jaren zestig met het toen nog nieuwe en revolutionaire polyester te werken. Later is Bagchus overgestapt op hout en brons. Hij is pas later gaan schilderen. Zijn galeriehouder raadde hem dit aan, mede omdat de muren van de galerie altijd zo kaal waren bij een tentoonstelling van zijn werk.
Bagchus verdeelde zijn tijd tussen zijn ateliers in Apeldoorn en Lommel. In laatstgenoemde plaats stierf hij plotseling aan een hartinfarct op maandag 9 januari 2012. Etienne Bagchus is 71 jaar oud geworden.